# Sztracena
Sztracena (szlovákul: Stratená, németül Verlorenseifen) község Szlovákiában, a Kassai kerület Rozsnyói járásában.

## Fekvése
Rozsnyótól 34 km-re északnyugatra fekszik. Határában kezdődik az Iglóig húzódó festői Sztracenai-völgy.

## Története
A falut a 17. században alapították a káposztafalvi uradalom területén, első lakói bányászok voltak. Határában kobaltot, nikkelt, rezet bányásztak. A falunak a Gölnic jobb partján fekvő Spitál nevű része korábban Dobsinához tartozott. 1723-ban a Csákyak nagyolvasztókat építettek területén, lakói ezekben és a környék fémfeldolgozó üzemeiben keresték kenyerüket. A falunak 1787-ben 17 háza és 183 lakosa volt.
A 18. század végén Vályi András így ír róla: „STRACSENAHUTA. Szabad puszta Szepes Várm. földes Ura Igló Városa, fekszik Istvánfalvához közel, és annak filiája.”
1828-ban 43 házában 318 lakos élt, akik mind zsellérek voltak. 1840-től a Coburg család birtoka.
Fényes Elek 1851-ben kiadott geográfiai szótárában így ír a faluról: „Straczena, tót falu, Szepes vgyében, Istvánfalva fiókja, 296 kath., 26 evang. lak. F. u. gr. Csáky.”
1920-ig Szepes vármegye Iglói járásához tartozott.
Az utolsó vaskohó 1927-ig üzemelt. 1944 szeptemberében harcok voltak itt a felkelők és a német csapatok között.

## Népessége
| Év:            | 1994. | 2004.    | 2014.   | 2024.   |
| -------------- | ----- | -------- | ------- | ------- |
| Emberek száma: | 194   | 140      | 128     | 119     |
| Eltérés:       |       | -27,83 % | -8,57 % | -7,03 % |

| Év:            | 2023. | 2024. |
| -------------- | ----- | ----- |
| Emberek száma: | 119   | 119   |
| Eltérés:       |       | +0 %  |

1910-ben 309-en, többségében szlovákok lakták, jelentős magyar kisebbséggel.
2011-ben 131 lakosából 118 szlovák.
2021-ben 120 lakosából 116 szlovák, 4 ismeretlen nemzetiségű.

## Nevezetességei

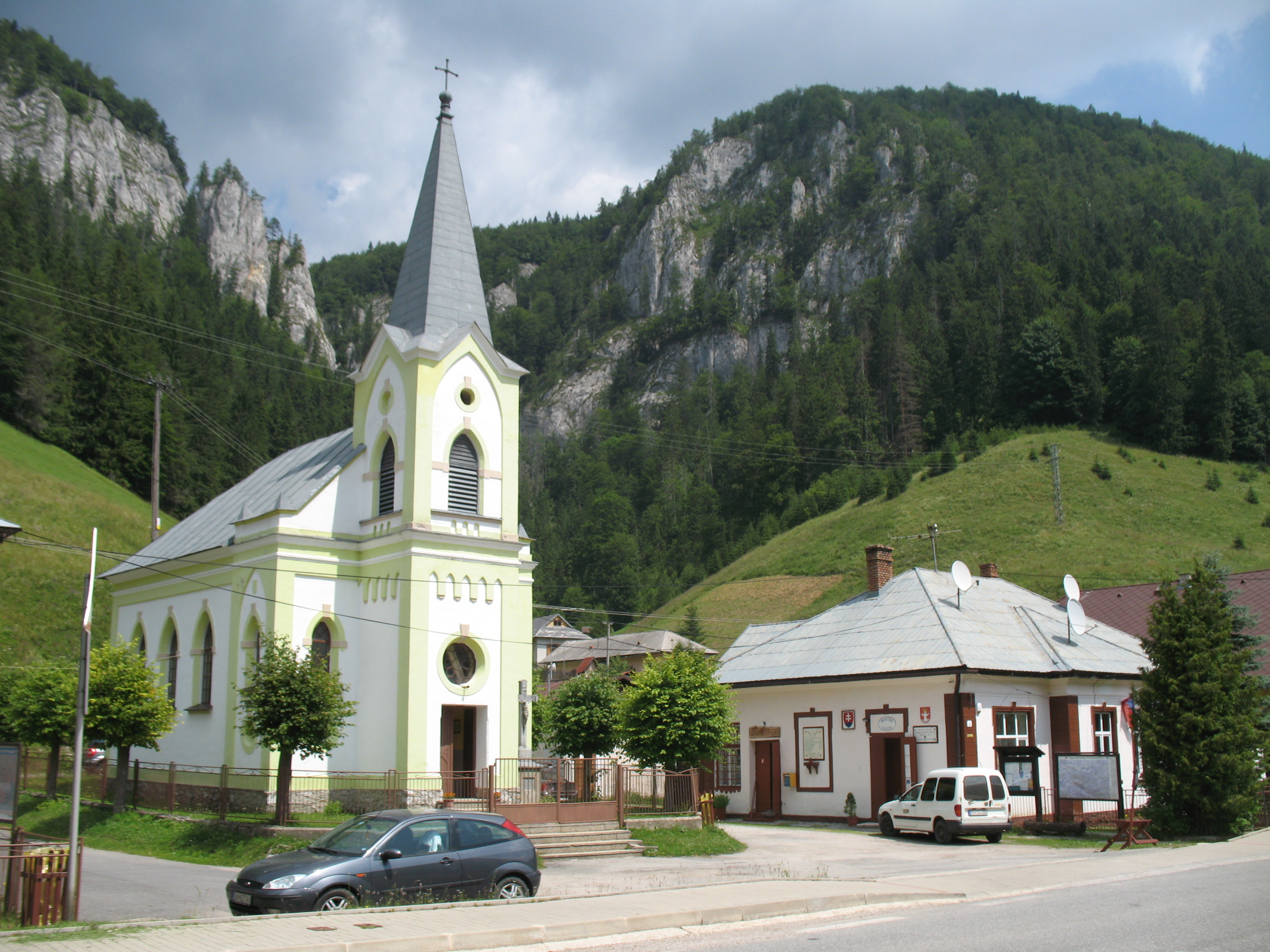
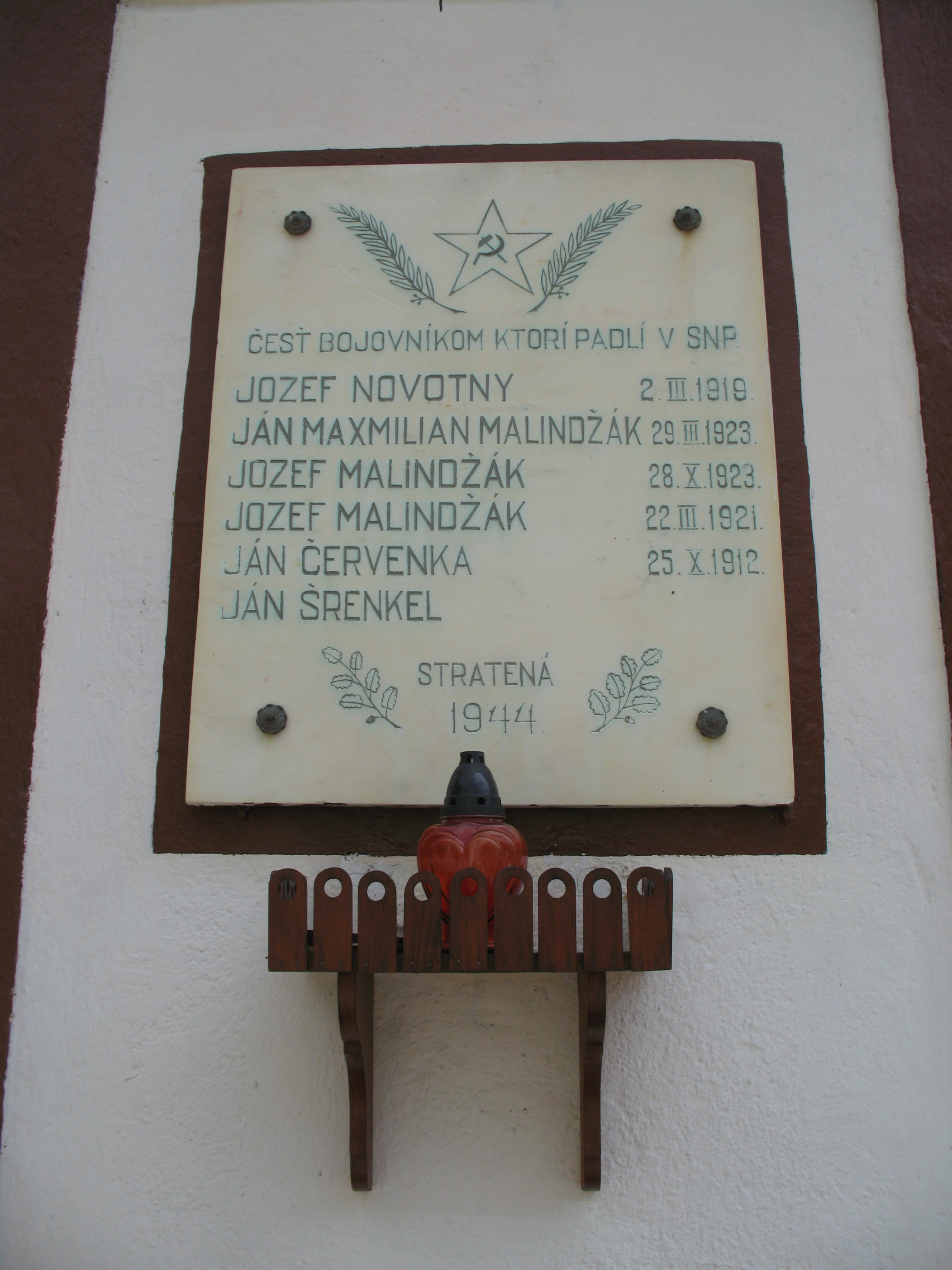
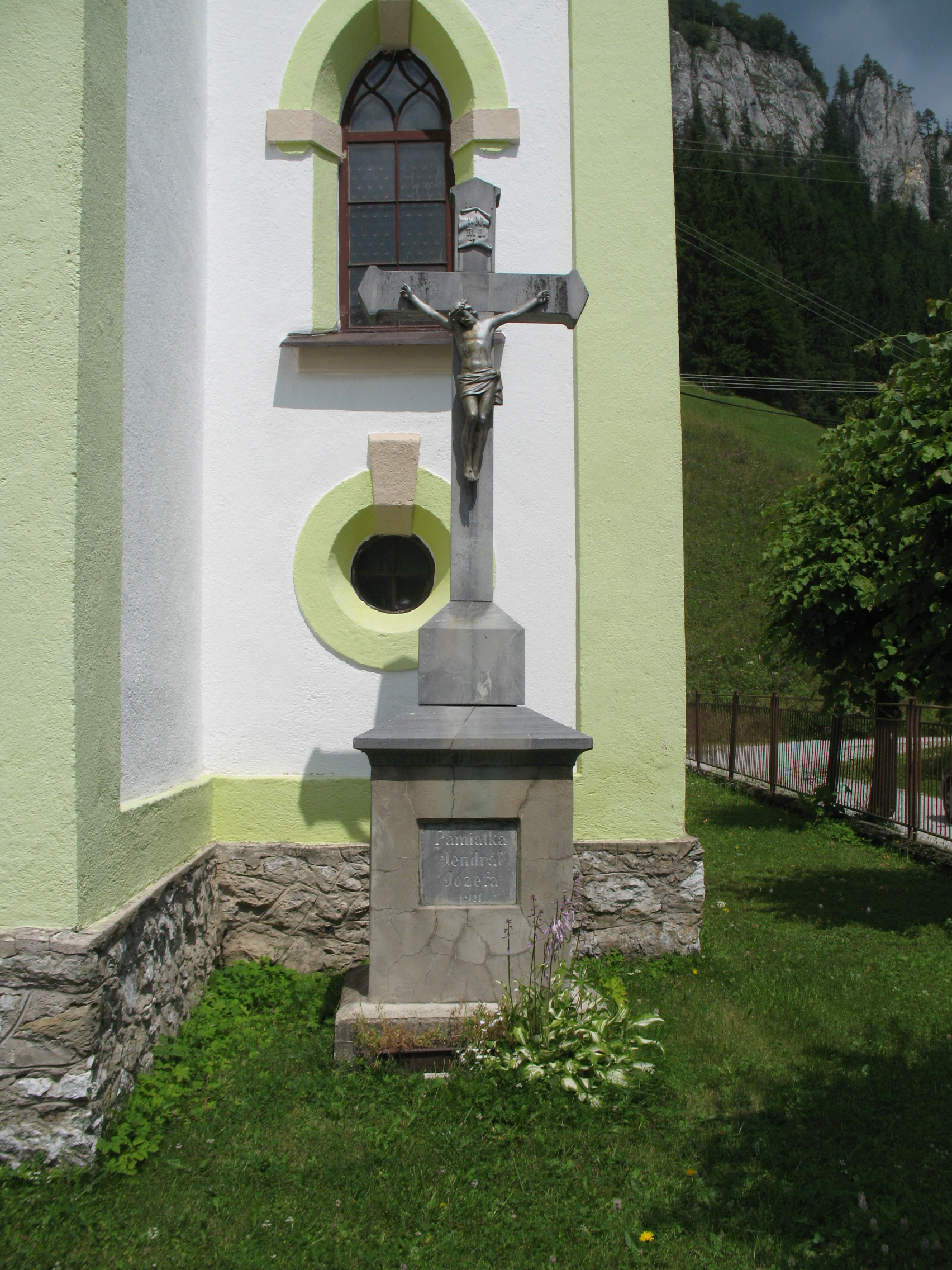
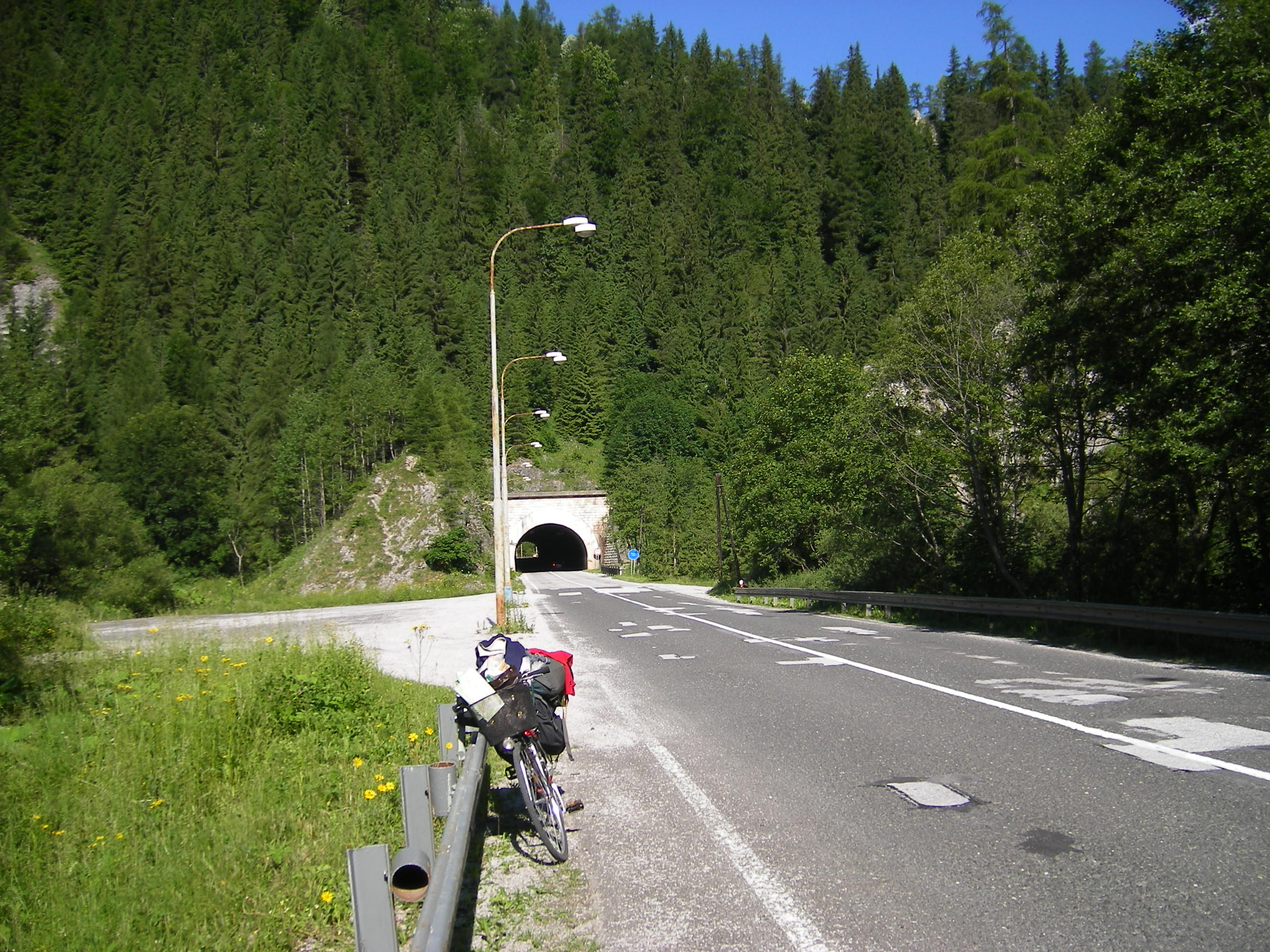
A község közelében épült az ország első közúti alagútja

- Fakápolnája 1800 körül épült, Mária Magdolna szobra Lőcsei Pál mester műhelyében készült.
- Római katolikus templomát 1909-ben neogótikus stílusban építették.
- A Sztracenai völgy természetvédelmi terület mély völgyekkel és magas erdő borította hegygerincekkel, kedvelt kirándulóhely.
- A falutól nyugatra található a Dobsinai-jégbarlang.